# Taobei
Taobei (chiń. 洮北区; pinyin Táoběi Qū) – dzielnica i siedziba prefektury miejskiej Baicheng, w północno-wschodnich Chinach, w prowincji Jilin. W 1999 roku liczba mieszkańców dzielnicy wynosiła 474 358.